# Casa delle Letterature

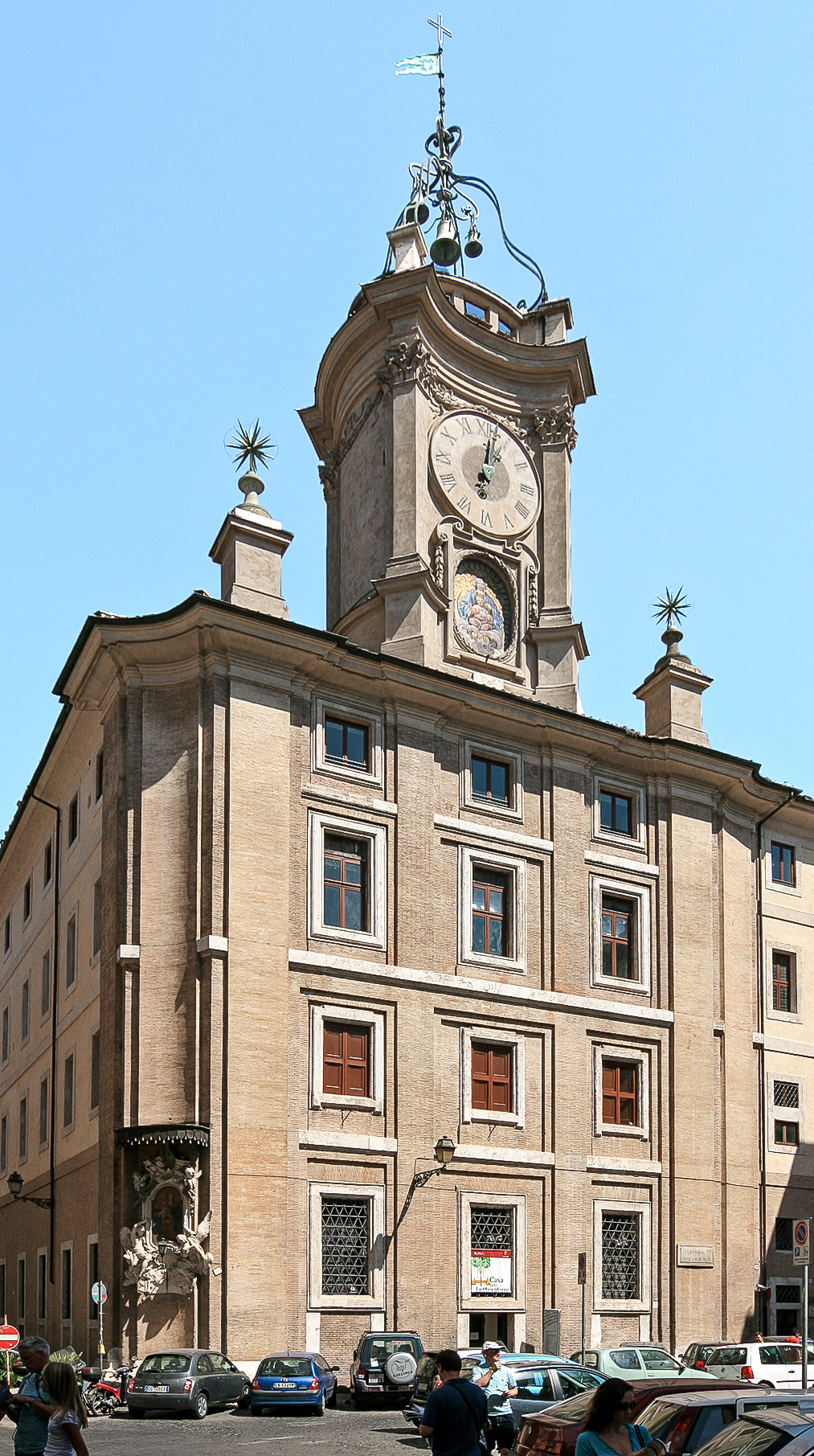
La Casa delle Letterature, Piazza dell'Orologio 3 - Roma

La Casa delle Letterature dell'Assessorato alle Politiche Culturali e Centro Storico di Roma Capitale è un centro cittadino interamente dedicato alle letterature italiana e straniera del Novecento e del nuovo Millennio. Ha sede nel prestigioso complesso borrominiano dell'ex Oratorio dei Filippini a Piazza dell'Orologio ed è stata la prima Casa del sistema culturale cittadino romano, fondata nel maggio 2000. Il lavoro di ideazione e cura dei progetti della Casa si avvale della collaborazione con Istituzioni, Università, Associazioni culturali pubbliche e private, sia italiane che straniere; una prestigiosa rete di relazioni necessaria all'approccio internazionale ed interdisciplinare.
La Casa delle Letterature è: un punto di incontro privilegiato degli scrittori e del pubblico; uno spazio di aggregazione di gruppi e tendenze, di associazioni ed istituzioni; un centro di interazione tra le letterature, le arti e i linguaggi della comunicazione culturale; un polo espositivo; una struttura progettata per la divulgazione, conservazione e valorizzazione del patrimonio letterario su diversi tipi di supporto; un luogo di letture e di navigazione; un'oasi da visitare, una stazione culturale nel centro di Roma; una porta d'accesso verso l'intero universo letterario.
Nella Casa delle Letterature il pubblico trova iniziative culturali permanenti: esposizioni, mostre bibliografiche e documentarie a carattere tematico o che illustrano la vita e l'opera di autori della cultura italiana e internazionale; mostre di artisti, pittori, scultori e fotografi, performance musicali e teatrali, proiezioni ed altre attività che presentano le letterature nel loro mescolarsi con gli altri linguaggi della comunicazione culturale; convegni, conferenze, occasioni d'incontro e approfondimento su temi, autori, filosofi, pensatori sia italiani che stranieri;laboratori e seminari di scrittura e lettura.
I servizi librari della biblioteca: la Biblioteca Letteraria della Casa delle Letterature, realizzata con l'acquisizione del Fondo Enzo Siciliano di circa 20.000 volumi a disposizione del pubblico per la sola consultazione; la Biblioteca del Terzo Millennio con libri di narrativa, poesie e saggistica letteraria - edite in prima edizione dall'anno 2000 in poi – a disposizione del pubblico per il prestito e la consultazione; spazi per la libera lettura, nelle gallerie interne del Centro e nel giardino degli aranci.